# Мордовець Леонід Михайлович
Леонід Михайлович Мордовець, кандидат історичних наук (1985), доцент (1993), член СПУ (з жовтня 1991); викладач Сумської філії Університету сучасних знань (з вересня 2003); перший секретар Сумського обкому СПУ, член Політради СПУ.
Народився 15 березня 1951 (с. Топчії, Лебединський район, Сумська область); українець; дружина Попова Ірина Георгіївна (1953) — історик, політолог, соціолог, кандидат історичних наук, доцент Сумської філії МАУП.
Освіта: Харківський державний університет, історичний факультет (1972–1977), історик, викладач історії та суспільствознавства; кандидатська дисертація «Організаційно-політичне зміцнення парторганізацій в умовах виробничих об'єднань промисловості (1971—1980)».
Вересень 2007 — кандидат в народні депутати України від СПУ, № 18 в списку. На час виборів: народний депутат України, член СПУ.
Народний депутат України 5-го скликання з квітня 2006 до листопада 2007 від СПУ, № 24 в списку. На час виборів: народний депутат України, член СПУ. Член фракції СПУ (з квітня 2006). Секретар Комітету з питань свободи слова та інформації (з липня 2006).
Народний депутат України 4-го скликання з травня 2005 до квітня 2006 від СПУ, № 25 в списку. На час виборів: помічник-консультант народного депутата України, член СПУ. Член фракції СПУ (з червня 2005). Член Комітету з питань свободи слова та інформації (з жовтня 2005).
- Вересень 1968 — серпень 1969 — муляр колгоспу імені Мічуріна Лебединського району.
- Вересень1969 — серпень 1972 — оператор цеху № 5 головного підприємства ВО «Сумзалізобетон».
- Вересень1972 — серпень 1977 — студент Харківського державного університету.
- Серпень 1977 — жовтень 1982 — асистент кафедри суспільних наук Сумської філії Харківського політехнічного інституту.
- Листопад 1982 — травень 1985 — аспірант кафедри історії КПРС Харківського державного університету.
- Липень 1985 — вересень 1987 — асистент кафедри суспільних наук, вересень 1987 — лютий 1991 — старший викладач кафедри історії КПРС (з 1990 — кафедри політичної історії), березень 1991 — січень 2001 — доцент кафедри українознавства Сумської філії Харківського політехнічного інституту (з 1990 — Сумського фізико-технологічного інституту, з листопада 1993 — Сумського державного університету).
- З січня 2001 — помічник-консультант народного депутата України.
- З травня 2002 — помічник-консультант народного депутат України Володимира Співачука.

Автор понад 40 наукових і науково-методичних праць.

## Витоки
- Мордовець Леонід Михайлович [Архівовано 22 червня 2010 у Wayback Machine.]